# 乙交酯
乙交酯（英語：glycolide，也称为：1,4-二𫫇烷-2,5-二酮，1,4-dioxane-2,5-dione）是一种有机化合物，分子式C4H4O4，可看做两分子乙醇酸发生分子间脱水形成的環狀交酯。